# Shorea astylosa
Shorea astylosa là một loài thực vật thuộc họ Dipterocarpaceae. Đây là loài đặc hữu của Philippines, được gọi là yakal trong tiếng Philippines.